# Avetrana
Avetrana é uma comuna italiana da região da Puglia, província de Taranto, com cerca de 7.282 habitantes. Estende-se por uma área de 73 km², tendo uma densidade populacional de 100 hab/km². Faz fronteira com Erchie (BR), Manduria, Nardò (LE), Porto Cesareo (LE), Salice Salentino (LE), San Pancrazio Salentino (BR).

## Demografia
| Variação demográfica do município entre 1861 e 2011                               |
|                                                                                   |
| Fonte: Istituto Nazionale di Statistica (ISTAT) - Elaboração gráfica da Wikipedia |